# Харрис, Фрэнк (футболист)
Фрэ́нсис Э́дгар Ха́ррис (англ. Francis Edgar Harris; 17 декабря 1899 — декабрь 1983), более известный как Фрэнк Ха́ррис (англ. Frank Harris) — английский футболист. Выступал на позиции хавбека.

## Биография
Родился в Эрмстоне, Манчестер. В феврале 1920 года подписал любительский, а в июне — профессиональный контракт с клубом «Манчестер Юнайтед». Дебютировал за клуб 14 февраля 1920 года в матче Первого дивизиона против «Сандерленда» на стадионе «Олд Траффорд», отметившись забитым мячом. Свой второй (и последний) гол за «Юнайтед» он забил 26 марта 1921 года в игре против «Хаддерсфилд Таун». Провёл в основном составе три сезона, сыграв в общей сложности 49 матчей и забив 2 мяча.
Летом 1923 года покинул команду.
Умер в декабре 1983 года.

## Статистика выступлений
| Клуб              | Сезон            | Лига | Лига | Кубок | Кубок | Итого | Итого |
| Клуб              | Сезон            | Игры | Голы | Игры  | Голы  | Игры  | Голы  |
| ----------------- | ---------------- | ---- | ---- | ----- | ----- | ----- | ----- |
| Манчестер Юнайтед | 1919/20          | 7    | 1    | 0     | 0     | 7     | 1     |
| Манчестер Юнайтед | 1920/21          | 26   | 1    | 2     | 0     | 28    | 1     |
| Манчестер Юнайтед | 1921/22          | 13   | 0    | 1     | 0     | 14    | 0     |
| Всего за карьеру  | Всего за карьеру | 46   | 2    | 3     | 0     | 49    | 2     |